# Energie Schwaben Arena
Die Energie Schwaben Arena (Eigenschreibweise energie schwaben arena) ist eine Mehrzweckhalle in der bayerischen Stadt Kaufbeuren im Regierungsbezirk Schwaben. Sie ist seit Oktober 2017 nutzbar und bietet den Besuchern im Normalbetrieb 3100 Plätze – nach Umbauarbeiten bis zu maximal 3500 Plätze. Der Eishockeyclub ESV Kaufbeuren (DEL2) trägt seine Heimspiele in der Halle aus.
Vom 6. bis zum 8. Oktober 2017 wurde die Arena feierlich eröffnet. Am dritten Eröffnungsabend konnte der ESV Kaufbeuren seinen ersten Heimsieg gegen den EHC Freiburg in seiner neuen Spielstätte feiern.

## Lage
Die Halle liegt südöstlich von der Innenstadt am Berliner Platz neben dem Parkstadion und dem Jordanpark. Südlich davon befindet sich der Kaufbeurer Bahnhof.

## Geschichte

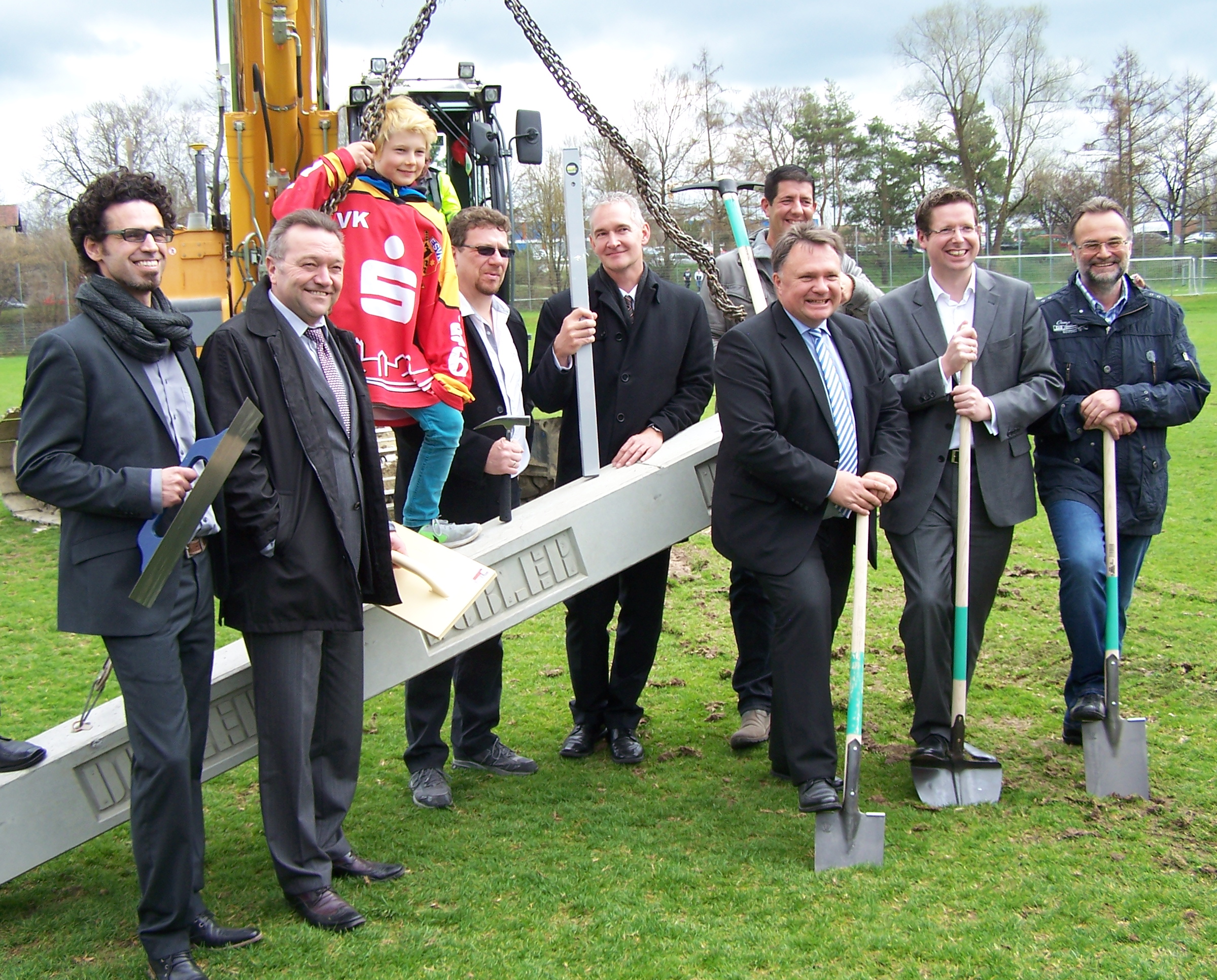
Erster Spatenstich am 6. April 2016

Nachdem das bestehende Eisstadion am Berliner Platz aus baustatischen Gründen für zehn Monate gesperrt werden musste, entschied der Stadtrat Kaufbeurens am 29. Juli 2014, eine neue Halle zu bauen. Allerdings stieß diese Entscheidung bei Teilen der Bevölkerung auf Widerstand, weshalb am 18. Januar 2015 ein Bürgerentscheid stattfand. Etwa 60 Prozent stimmten für eine profitaugliche Spielstätte.
Am 1. November 2014 gründete die Stadt Kaufbeuren als alleiniger Träger das Kommunalunternehmen Eisstadion Kaufbeuren AöR, dessen Aufgabe die Errichtung und der Betrieb des neuen Eisstadions ist. Der Stadtrat verabschiedete am 21. Juli 2015 den Vorentwurf des Stuttgarter Architektenbüros asp und die Kostenschätzung von rund 22,5 Millionen Euro.
Mit dem ersten symbolischen Spatenstich am 6. April 2016 begann der Bau des Eisstadions. Ende Oktober des Jahres wurde der Energieversorger Erdgas Schwaben für die nächsten zehn Jahre Namensgeber. Am 2. Dezember 2016 wurde Richtfest gefeiert. Im fertigen Rohbau kamen Handwerker, Stadt- und Vereins-Vertreter sowie rund 500 Besucher zu der Feier zusammen.
Am 6. Oktober 2017 wurde die Arena nach eineinhalbjähriger Bauzeit mit einem Tag der offenen Tür feierlich eröffnet. Einen Tag später fand eine Eisrevue mit international erfolgreichen Eiskunstläufern sowie regional bekannten Musik- und Tanzvereinen und einer Lasershow statt. Sein erstes Heimspiel hatte der ESV Kaufbeuren am 8. Oktober, bei dem er einen 1:0-Sieg gegen den EHC Freiburg vor ausverkauftem Haus feiern konnte.
In der ersten Saison lag der Zuschauerschnitt nach den 26 Heimspielen des ESV Kaufbeuren bei 2536 Zuschauern pro Spiel. Die Auslastung lag damit bei rund 82 %. In den anschließenden Play-offs war die Arena durchgehend ausverkauft.
Am 11. April 2019 fand in der Energie Schwaben Arena erstmals ein Spiel der deutschen Eishockeynationalmannschaft statt. Im Rahmen der Euro Hockey Challenge 2019 siegte Deutschland gegen die Slowakei mit 2:1. Es war das erste Spiel der deutschen Nationalmannschaft unter dem neuen Trainer Toni Söderholm.
Vom 23. April 2022 bis zum 1. Mai 2022 fand in der Energie Schwaben Arena die Eishockey U18-Weltmeisterschaft der Männer statt. Nachdem die deutsche Mannschaft in ihrer Vorrundengruppe in Landshut den letzten Platz erreicht hatte, traf sie in ihrem Viertelfinalspiel in Kaufbeuren auf Schweden, welches sie mit 1:7 verloren. Das Viertelfinale zwischen Finnland und Kanada (6:5 OT) fand ebenfalls in Kaufbeuren statt, wobei unter anderem Connor Bedard auflief. Das Turnier endete mit den Halbfinal- und Finalspielen in der Landshuter Fanatec Arena.
Im Oktober 2022 wurde die Arena von Erdgas Schwaben Arena in Energie Schwaben Arena umbenannt, da der Hauptsponsor unter einem neuen Markennamen auftritt.

## Nutzung
Neben den Spielen des ESV Kaufbeuren kann die Multifunktionsarena in der Sommerpause für andere Sportarten, wie Boxen oder Handball, aber auch für Konzerte genutzt werden. Die Eröffnung des Kaufbeurer Tänzelfests kann dort ebenso gefeiert werden.